# Armstrong (Ontario)
Armstrong – gmina (ang. township) w Kanadzie, w prowincji Ontario, w dystrykcie Timiskaming.
Powierzchnia Armstrong to 90,33 km².
Według danych spisu powszechnego z roku 2001 Armstrong liczy 1223 mieszkańców (13,54 os./km²).